# Zoë van Giersbergen
Zoë van Giersbergen (Hoorn, 8 mei 2001) is een Nederlandse handbalster die uitkomt voor VZV en ook actief is in het beachhandbal.

## Biografie

### Handbal
Van Giersbergen begon in de jeugd van SEW uit Nibbixwoud. Aanvankelijk kwam ze uit in de jeugdcompetitie alvorens ze haar debuut maakte voor de eerste selectie. Met SEW plaatste Van Giersbergen zich voor de EHF Cup 2020/21, maar door de coronapandemie kon de wedstrijd niet worden gespeeld. In 2024 maakte Van Giersbergen de overstap naar competitiegenoot VZV.

### Beachhandbal

#### Junioren
Van Giersbergen maakte in 2017 voor het eerst onderdeel van de Nederlandse handbalploeg actief op het EK -17 aan het Jarunmeer, nabij Zagreb in Kroatië. In de eerste ronde werden Oekraïne, Roemenië, Polen en Duitsland aan de zegekar gebonden. Tegen Hongarije won Nederland opnieuw, zij het door middel van een shoot-out. Ongeslagen trad Nederland in de kwartfinale aan tegen Litouwen, dat eveneens werd verslagen. In de halve finales werd afgerekend met Duitsland door middel van een shout-out.  Na een zwaarbevochten overwinning op Portugal in de finale waren Van Giersbergen en haar teamgenoten Europees kampioen. Van Giersbergen maakte 28 doelpunten, waarvan 12 in de voorrondewedstrijd tegen Duitsland toen ze topscoorster van Nederland was.
Een maand later nam Van Giersbergen eveneens deel aan het WK -17 in Flic-en-Flac, Mauritius. Na een overwinning op Taiwan, plaatsten Van Giersbergen en haar leeftijdsgenoten zich al voor de volgende ronde door het terugtrekken van Togo en Brazilië uit het toernooi. In de volgende ronde werden Argentinië, Kroatië en Hongarije verslagen. In de kwartfinale werd afgerekend met Thailand, waarna een nieuwe ontmoeting met Argentinië wederom werd omgezet in een overwinning. In de finale stond Nederland opnieuw tegenover Hongarije, die in een shoot-out werd verloren. Hierdoor grepen Van Giersbergen en haar leeftijdsgenoten naast de wereldtitel.
Op het EK -18 in Ulcinj, Montenegro, maakte Van Ede opnieuw deel uit van de Nederlandse selectie. De drie groepswedstrijden werden eenvoudig omgezet in overwinningen op Oekraïne, Montenegro en Litouwen. Zonder puntverlies behaalde Nederland de knock-outfase waarin Kroatië wachtte in de kwartfinales. Deze wedstrijd werd  in winst omgezet. Nadat ook Duitsland was verslagen in de halve finales, wachtte Hongarije in de finale. Deze wedstrijd ging echter verloren. In de zes wedstrijden dat Van Giersbergen in actie kwam, scoorde ze twintig punten. In de partij tegen Kroatië was Van Giersbergen met de acht punten topscoorster van Nederland.

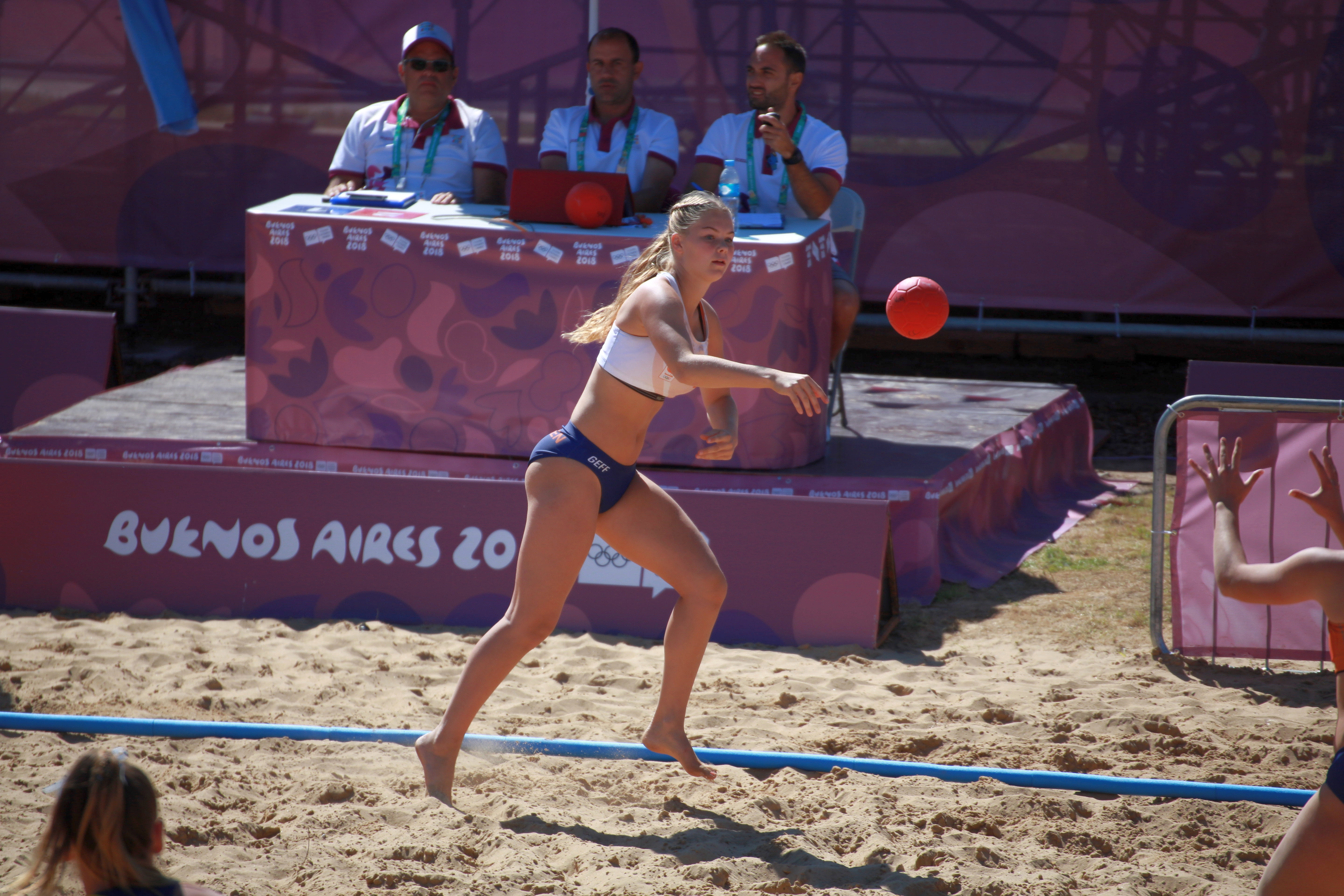
Van Giersbergen in de voorrondewedstrijd tegen Argentinië op de Olympische jeugdzomerspelen

Op de Olympische Jeugdzomerspelen 2018 in Buenos Aires, Argentinië was Van Giersbergen opnieuw als een van de veldspeelsters van de partij. In de eerste drie wedstrijden werden Paraguay, Hong Kong en Turkije verslagen. Vervolgens werden ook Venezuela en gastland Argentinië aan de Nederlandse zegekar gebonden, waarna Nederland doorging naar de hoofdronde. In de hoofdronde trof Nederland allereerst de Chinese Taipei, dat na een shoot-out werd verslagen. De wedstrijd tegen de Kroatische vrouwen ging in twee sets verloren, waarna de strijd om de bronzen medaille tegen Hongarije volgde. Ook tegen de Hongaren leden Van Giersbergen en haar ploeggenoten een nederlaag. Na Marit Crajé maakte Van Giersbergen met 15 punten de minste van het Nederlandse team. Met acht assists was ze in dat klassement succesvoller.

#### Senioren
Van Giersbergen maakte na de Olympische Jeugdzomerspelen de overstap naar het seniorenteam van Nederland. Voor de selectie van het eerstvolgende eindtoernooien in 2019 en 2021 werd ze niet opgeroepen. Voor het WK 2022 beachhandbal In Iraklion, Griekenland, werd Van Giersbergen opgeroepen. Twee jaar later was ze ook van de partij op het WK beachhandbal in Pingtan, China. Hier werd in de strijd om de bronzen medaille Denemarken verslagen, waardoor Van Giersbergen opnieuw de bronzen medaille won.

## Onderscheidingen
- - WK beachhandbal (2024)
- - WK junioren beachhandbal (2017)
- Vierde plaats - Olympische Jeugdzomerspelen (2018)
- - EK -17 (2017)
- - EK -17 (2018)